# Seregno
Seregno (lombardul: Seregn) település Olaszországban, Lombardia régióban, Monza e Brianza megyében. Lakosainak száma 44 917 fő (2023. január 1.). Seregno Albiate, Cabiate, Carate Brianza, Cesano Maderno, Giussano, Lissone, Meda, Desio, Mariano Comense és Seveso községekkel határos.

## Népesség
A település lakossága az elmúlt években az alábbi módon változott:
| Lakosok száma | 44 212 | 44 962 | 45 131 | 44 917 |
|               | 2013   | 2017   | 2018   | 2023   |